# Portugalská rallye 2017
Rally de Portugal 2017 byl 6. podnik Mistrovství světa v rallye 2017 (WRC), který konal v Portugalsku 18. až 21. května 2017. Trať měla celkem 349,17 km. Závod se jel na šotolině. Vedoucím závodníkem byl od 6. rychlostní zkoušky estonský jezdec Ott Tänak, který však v 12. rychlostní zkoušce utrpěl poškození levé zadní nápravy a klesnul na 4. místo. Estonskému závodníkovi se v průběhu závodu nepodařilo stáhnout náskok a dokončil rallye na 4. místě. Vítězem Portugalského podniku se stal francouzský závodník Sébastien Ogier. V kategorii WRC2 vyhrál Švéd Pontus Tidemand a WRC3 ovládl Mixačan Francisco Name.

## Seznam účastníků
| Účastníci | Účastníci                       | Účastníci | Účastníci          | Účastníci           | Účastníci                  | Účastníci |
| No.       | Tým                             | Třída     | Jezdec             | Navigátor           | Vozidlo                    | Pneu      |
| --------- | ------------------------------- | --------- | ------------------ | ------------------- | -------------------------- | --------- |
| 1         | M-Sport World Rally Team        | WRC       | Sébastien Ogier    | Julien Ingrassia    | Ford Fiesta WRC            | M         |
| 2         | M-Sport World Rally Team        | WRC       | Ott Tänak          | Martin Järveoja     | Ford Fiesta WRC            | M         |
| 3         | M-Sport World Rally Team        | WRC       | Elfyn Evans        | Daniel Barritt      | Ford Fiesta WRC            | D         |
| 4         | Hyundai Motorsport              | WRC       | Hayden Paddon      | John Kennard        | Hyundai i20 Coupe WRC      | M         |
| 5         | Hyundai Motorsport              | WRC       | Thierry Neuville   | Nicolas Gilsoul     | Hyundai i20 Coupe WRC      | M         |
| 6         | Hyundai Motorsport              | WRC       | Dani Sordo         | Marc Martí          | Hyundai i20 Coupe WRC      | M         |
| 7         | Citroën Total Abu Dhabi WRT     | WRC       | Kris Meeke         | Paul Nagle          | Citroën C3 WRC             | M         |
| 8         | Citroën Total Abu Dhabi WRT     | WRC       | Craig Breen        | Scott Martin        | Citroën C3 WRC             | M         |
| 9         | Citroën Total Abu Dhabi WRT     | WRC       | Stéphane Lefebvre  | Gabin Moreau        | Citroën C3 WRC             | M         |
| 10        | Toyota GAZOO Racing WRC         | WRC       | Jari-Matti Latvala | Miikka Anttila      | Toyota Yaris WRC           | M         |
| 11        | Toyota GAZOO Racing WRC         | WRC       | Juho Hänninen      | Kaj Lindström       | Toyota Yaris WRC           | M         |
| 12        | Toyota GAZOO Racing WRC         | WRC       | Esapekka Lappi     | Janne Ferm          | Toyota Yaris WRC           | M         |
| 14        | M-Sport World Rally Team        | WRC       | Mads Østberg       | Ola Fløene          | Ford Fiesta WRC            | M         |
| 15        | Citroën Total Abu Dhabi WRT     | WRC       | Khalid Al-Qassimi  | Chris Patterson     | Citroën C3 WRC             | M         |
| 21        | OneBet Jipocar World Rally Team | WRC       | Martin Prokop      | Jan Tománek         | Ford Fiesta RS WRC         | M         |
| 22        | Eurolamp World Rally Team       | WRC       | Valeriy Gorban     | Sergei Larens       | Mini John Cooper Works WRC | M         |
| 23        | Jean-Michel Raoux               | WRC       | Jean-Michel Raoux  | Thomas Escartefigue | Citroën DS3 WRC            | M         |
| Zdroj     |                                 |           |                    |                     |                            |           |

| Legenda | Legenda                                      |
| Ikona   | Třída                                        |
| ------- | -------------------------------------------- |
| WRC     | Jezdci WRC s možností získat tovární body    |
| WRC     | Hlavní jezdci s možností získat tovární body |
| WRC     | Registrovaní v WRC Trophy                    |
| WRC-2   | Registrovaní v šampionátu WRC-2              |
| WRC-3   | Registrovaní v šampionátu WRC-3              |

## Výsledky

### Celkové výsledky
| Pos. | No. | Jezdec             | Navigátor        | Tým                         | Vůz                   | Třída | Čas       | Rozdíl  | Body |
| ---- | --- | ------------------ | ---------------- | --------------------------- | --------------------- | ----- | --------- | ------- | ---- |
| 1    | 1   | Sébastien Ogier    | Julien Ingrassia | M-Sport World Rally Team    | Ford Fiesta WRC       | WRC   | 3:42:55.7 | 0.0     | 26   |
| 2    | 5   | Thierry Neuville   | Nicolas Gilsoul  | Hyundai Motorsport          | Hyundai i20 Coupe WRC | WRC   | 3:43:11.3 | +15.6   | 22   |
| 3    | 6   | Dani Sordo         | Marc Martí       | Hyundai Motorsport          | Hyundai i20 Coupe WRC | WRC   | 3:43:57.4 | +1:01.7 | 15   |
| 4    | 2   | Ott Tänak          | Martin Järveoja  | M-Sport World Rally Team    | Ford Fiesta WRC       | WRC   | 3:44:25.9 | +1:30.2 | 17   |
| 5    | 8   | Craig Breen        | Scott Martin     | Citroën Total Abu Dhabi WRT | Citroën C3 WRC        | WRC   | 3:44:53.1 | +1:57.4 | 10   |
| 6    | 3   | Elfyn Evans        | Daniel Barritt   | M-Sport World Rally Team    | Ford Fiesta WRC       | WRC   | 3:46:06.3 | +3:10.6 | 11   |
| 7    | 11  | Juho Hänninen      | Kaj Lindström    | Toyota GAZOO Racing WRC     | Toyota Yaris WRC      | WRC   | 3:46:44.6 | +3:48.9 | 6    |
| 8    | 14  | Mads Østberg       | Ola Fløene       | M-Sport World Rally Team    | Ford Fiesta WRC       | WRC   | 3:48:25.4 | +5:29.7 | 4    |
| 9    | 10  | Jari-Matti Latvala | Miikka Anttila   | Toyota GAZOO Racing WRC     | Toyota Yaris WRC      | WRC   | 3:48:39.3 | +5:43.6 | 2    |
| 10   | 12  | Esapekka Lappi     | Janne Ferm       | Toyota GAZOO Racing WRC     | Toyota Yaris WRC      | WRC   | 3:51:09.0 | +8:13.3 | 3    |

### Rychlostní zkoušky

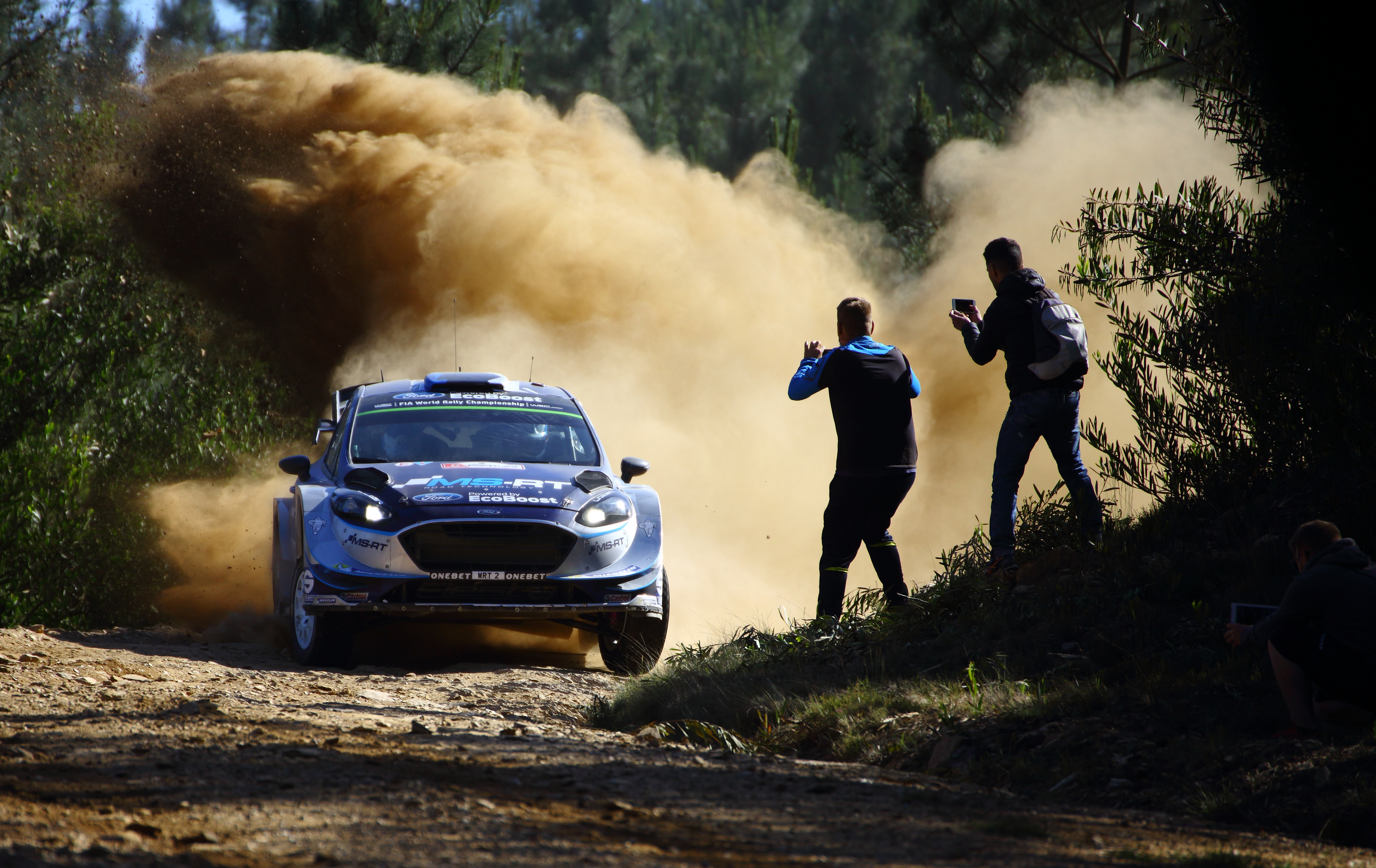
Estonský závodník Ott Tänak na Portugalské rallye

| Den                         | Etapa | Název                 | Délka    | Vítěz                            | Vůz                                   | Čas     | Leader                        |
| --------------------------- | ----- | --------------------- | -------- | -------------------------------- | ------------------------------------- | ------- | ----------------------------- |
| 1. etapa (18. – 19. květen) | SS1   | SSS Lousada           | 3.36 km  | Thierry Neuville Mads Østberg    | Hyundai i20 Coupe WRC Ford Fiesta WRC | 2:36.6  | Thierry Neuville Mads Østberg |
| 1. etapa (18. – 19. květen) | SS2   | Viana do Castelo 1    | 26.70 km | Hayden Paddon                    | Hyundai i20 Coupe WRC                 | 15:44.3 | Hayden Paddon                 |
| 1. etapa (18. – 19. květen) | SS3   | Caminha 1             | 18.10 km | Jari-Matti Latvala               | Toyota Yaris WRC                      | 10:25.2 | Jari-Matti Latvala            |
| 1. etapa (18. – 19. květen) | SS4   | Ponte de Lima 1       | 27.46 km | Ott Tänak Kris Meeke Craig Breen | Ford Fiesta WRC Citroën C3 WRC        | 19:14.0 | Jari-Matti Latvala            |
| 1. etapa (18. – 19. květen) | SS5   | Viana do Castelo 2    | 26.70 km | Hayden Paddon                    | Hyundai i20 Coupe WRC                 | 15:35.6 | Kris Meeke                    |
| 1. etapa (18. – 19. květen) | SS6   | Caminha 2             | 18.10 km | Thierry Neuville                 | Hyundai i20 Coupe WRC                 | 10:25.0 | Ott Tänak                     |
| 1. etapa (18. – 19. květen) | SS7   | Ponte de Lima 2       | 27.46 km | Dani Sordo                       | Hyundai i20 Coupe WRC                 | 19:20.2 | Ott Tänak                     |
| 1. etapa (18. – 19. květen) | SS8   | Braga Street Stage 1  | 1.90 km  | Sébastien Ogier                  | Ford Fiesta WRC                       | 1:48.8  | Ott Tänak                     |
| 1. etapa (18. – 19. květen) | SS9   | Braga Street Stage 2  | 1.90 km  | Mads Østberg                     | Ford Fiesta WRC                       | 1:46.5  | Ott Tänak                     |
| 2. etapa (20. květen)       | SS10  | Vieira do Minho 1     | 17.43 km | Sébastien Ogier                  | Ford Fiesta WRC                       | 10:46.4 | Ott Tänak                     |
| 2. etapa (20. květen)       | SS11  | Cabeceiras de Basto 1 | 22.30 km | Ott Tänak                        | Ford Fiesta WRC                       | 13:32.6 | Ott Tänak                     |
| 2. etapa (20. květen)       | SS12  | Amarante 1            | 37.55 km | Sébastien Ogier                  | Ford Fiesta WRC                       | 24:41.5 | Sébastien Ogier               |
| 2. etapa (20. květen)       | SS13  | Vieira do Minho 2     | 17.43 km | Thierry Neuville                 | Hyundai i20 Coupe WRC                 | 10:43.4 | Sébastien Ogier               |
| 2. etapa (20. květen)       | SS14  | Cabeceiras de Basto 2 | 22.30 km | Sébastien Ogier                  | Ford Fiesta WRC                       | 13:31.0 | Sébastien Ogier               |
| 2. etapa (20. květen)       | SS15  | Amarante 2            | 37.55 km | Thierry Neuville                 | Hyundai i20 Coupe WRC                 | 24:33.8 | Sébastien Ogier               |
| 3. etapa (21. květen)       | SS16  | Fafe 1                | 11.18 km | Hayden Paddon                    | Hyundai i20 Coupe WRC                 | 6:39.7  | Sébastien Ogier               |
| 3. etapa (21. květen)       | SS17  | Luílhas               | 11.91 km | Sébastien Ogier                  | Ford Fiesta WRC                       | 8:09.7  | Sébastien Ogier               |
| 3. etapa (21. květen)       | SS18  | Montim                | 8.66 km  | Hayden Paddon                    | Hyundai i20 Coupe WRC                 | 5:51.7  | Sébastien Ogier               |
| 3. etapa (21. květen)       | SS19  | Fafe 2 [Power Stage]  | 11.18 km | Ott Tänak                        | Ford Fiesta WRC                       | 6:38.3  | Sébastien Ogier               |

### Power Stage
| Pozice | Jezdec           | Navigátor        | Vůz                   | Čas    | Rozdíl | Body |
| ------ | ---------------- | ---------------- | --------------------- | ------ | ------ | ---- |
| 1      | Ott Tänak        | Martin Järveoja  | Ford Fiesta WRC       | 6:38.3 |        | 5    |
| 2      | Thierry Neuville | Nicolas Gilsoul  | Hyundai i20 Coupe WRC | 6:38.7 | +0.4   | 4    |
| 3      | Elfyn Evans      | Daniel Barritt   | Ford Fiesta WRC       | 6:39.8 | +1.5   | 3    |
| 4      | Esapekka Lappi   | Janne Ferm       | Toyota Yaris WRC      | 6:40.0 | +1.7   | 2    |
| 5      | Sébastien Ogier  | Julien Ingrassia | Ford Fiesta WRC       | 6:40.6 | +2.3   | 1    |

## Stav mistrovství světa
|  | Pos. | Jezdec             | Body |
|  | ---- | ------------------ | ---- |
|  | 1    | Sébastien Ogier    | 128  |
|  | 2    | Thierry Neuville   | 106  |
|  | 3    | Jari-Matti Latvala | 88   |
|  | 4    | Ott Tänak          | 83   |
|  | 5    | Dani Sordo         | 66   |

|  | Pos. | Tovární tým                 | Body |
|  | ---- | --------------------------- | ---- |
|  | 1    | M-Sport World Rally Team    | 199  |
|  | 2    | Hyundai Motorsport          | 173  |
|  | 3    | Toyota GAZOO Racing WRC     | 113  |
|  | 4    | Citroën Total Abu Dhabi WRT | 85   |